# Малберрі (Канзас)
Малберрі (англ. Mulberry) — місто (англ. city) в США, в окрузі Кроуфорд штату Канзас. Населення — 409 осіб (2020).

## Географія
Малберрі розташоване за координатами 37°33′21″ пн. ш. 94°37′25″ зх. д. / 37.55583° пн. ш. 94.62361° зх. д. (37.555781, -94.623678).  За даними Бюро перепису населення США в 2010 році місто мало площу 1,31 км², уся площа — суходіл. В 2017 році площа становила 1,22 км², уся площа — суходіл.

## Демографія
Згідно з переписом 2010 року, у місті мешкало 520 осіб у 220 домогосподарствах у складі 140 родин. Густота населення становила 398 осіб/км².  Було 271 помешкання (208/км²).
Расовий склад населення:
| - 89,8 % — білих - 3,7 % — корінних американців - 0,6 % — чорних або афроамериканців - 2,5 % — осіб інших рас |

До двох чи більше рас належало 3,5 %. Частка іспаномовних становила 3,5 % від усіх жителів.
За віковим діапазоном населення розподілялося таким чином: 22,5 % — особи молодші 18 років, 61,7 % — особи у віці 18—64 років, 15,8 % — особи у віці 65 років та старші. Медіана віку мешканця становила 41,8 року. На 100 осіб жіночої статі у місті припадало 98,5 чоловіків;  на 100 жінок у віці від 18 років та старших — 100,5 чоловіків також старших 18 років.
Середній дохід на одне домашнє господарство  становив 31 374 долари США (медіана — 27 955), а середній дохід на одну сім'ю — 37 129 доларів (медіана — 37 188). Медіана доходів становила 25 156 доларів для чоловіків та 28 333 долари для жінок. За межею бідності перебувало 19,5 % осіб, у тому числі 24,2 % дітей у віці до 18 років та 6,1 % осіб у віці 65 років та старших.
Цивільне працевлаштоване населення становило 171 осіб. Основні галузі зайнятості: освіта, охорона здоров'я та соціальна допомога — 22,2 %, науковці, спеціалісти, менеджери — 18,7 %, виробництво — 17,0 %.